# Adriana La Cerva

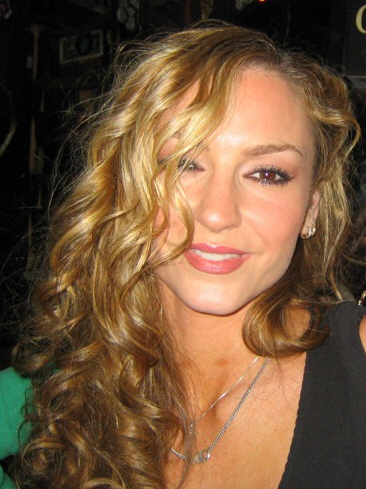
Adriana La Cerva

Adriana La Cerva (15 martie 1974 - 14 aprilie 2004), interpretată de Drea de Matteo, este un personaj fictiv în serialul TV distribuit de HBO, Clanul Soprano. A fost iubita și, mai târziu, logodnica lui Christopher Moltisanti, protejatul lui Tony Soprano. 
Adriana a devenit informatoare pentru FBI iar după ce i-a mărturisit acest lucru lui Moltisanti, acesta i-a întins o cursă alegând să-și apere propria piele deși tânărul cuplu avea în plan căsătoria. Astfel Moltisanti i-a transmis șefului Tony Soprano că Adriana era informatoare, iar la ordinele acestuia Silvio Dante a ucis-o pe La Cerva împușcând-o de două ori într-o pădure de la marginea unei autostrăzi.